# Электронный кошелёк
Электронный кошелёк (англ. e-Purse или e-Wallet) — смарт-карта или другой электронный носитель со встроенным чипом, позволяющий хранить электронные деньги и осуществлять различные платежи.
Термин также может относиться к устройствам и программному обеспечению, позволяющим производить операции пополнения, хранения и перечисления электронных денег. Часто термин используется как синоним многоцелевых предоплаченных карточек.

## Функции
Электронный кошелёк может выполнять все или часть следующих функций:
- Хранение электронных денег.
- Пополнение электронными деньгами.
- Выполнение платежа.
- Пересчёт имеющейся денежной стоимости.
- Хранение истории операций.
- Наличие других приложений (например, идентификационное удостоверение, электронный проездной билет, социальная карта и т. д.).

## Примеры электронных кошельков
Существует много реализаций электронных кошельков. В ряде случаев, это специализированные системы оплаты проезда в общественном транспорте, услуг связи, проезда в лифте. Есть примеры и универсальных систем, ориентированных на мелкие платежи.
- Россия:
  - Москва: Тройка — оплата проезда на городском транспорте: метро, автобус, электробус, трамвай, монорельс[2].
  - Московская область: Стрелка — оплата проезда в автобусе, троллейбусе, трамвае и маршрутных такси частных перевозчиков[3].
  - Санкт-Петербург: Подорожник — оплата проезда в метро, автобусе, троллейбусе, трамвае, аквабусе[4].
  - Нижний Новгород: Ситикард — метро, автобус, троллейбус, электробус, трамвай, городская электричка (в пределах города), НЦД (в пределах города)[5].
  - Чебоксары и Новочебоксарск: ЕТК — оплата в автобусах и троллейбусах в обоих городах, а также все городские маршрутные такси в Новочебоксарске и частично в Чебоксарах.
  - Екатеринбург: Екарта.
  - В 2013—2016 годах действовала общероссийская универсальная электронная карта, объединявшая в себе идентификационное и платёжное средство.
- Казахстан: Wooppay Wallet (Вуппэй Кошелек) — оплата коммунальных услуг, пополнения банковских карт ближнего зарубежья, онлайн оплата зарубежных сервисов в интернете, покупка внутриигровой валюты, карты пополнения для игровых приставок (консолей), оплата местных и международных мобильных операторов.

- Киргизия: Umai — оплата за телефонную связь, коммунальные услуги, онлайн оплата услуг в интернете.
- Норвегия: Buypass — позволяет осуществлять идентификацию клиента и совершать покупки через интернет, цифровое телевидение, мобильные телефоны, POS-терминалы, торговые автоматы. Пользователи услуг должны иметь электронное удостоверение личности (ID).
- Бельгия: Proton — позволяет проводить платежи на сумму менее 15 евро в местных розничных магазинах, торговых автоматах, на автостоянках, в билетных автоматах, таксофонах и в общественном транспорте.
- Швеция: CashCard — создана на основе бельгийской Proton.
- Швейцария: CASH — создана на основе бельгийской Proton.
- Германия: Geldkarte — позволяет пополнить её до 200 евро с банковского счёта или наличными. Карта работает повсеместно на территории всех земель и позволяет оплачивать большинство товаров и услуг: парковки, транспорт, штрафы, продукты и так далее.
- Люксембург: miniCash — создана на основе германской Geldkarte.
- Франция: Moneo — создана на основе германской Geldkarte.
- Испания: Monedero 4B, VISA Cash, Euro 6000
- Италия: Minipay, Kalibra, Carta Chiara — покрывают всю территорию страны (суммарно более 700 тыс. магазинов, эмитируются свыше 100 банками) и де-факто вытеснили банкноты и монеты из сферы небольших платежей — в торговых автоматах, кафе, киосках, такси, кинотеатрах, лотереях, парковках автомобилей.
- Эстония: ID-карта — объединяет паспорт, страховое свидетельство и проездной билет на транспорте.
- Гонконг: Octopus — позволяет оплачивать проезд в общественном транспорте, покупать товары в супермаркетах и небольших магазинах, торговых автоматах, а также рассчитываться в кафе. В Шанхае и нескольких городах существуют локальные решения — позволяют совершать платежи в ресторанных сетях, оплачивать проезд в общественном транспорте и по платным дорогам, аренду автомобилей, услуг турагентств, автостоянок, на автозаправочных станциях и в супермаркетах, а также для оплаты коммунальных услуг.
- ЮАР: Wallet One — международная платежная система, работающая во всех сегментах рынка электронных платежей.
- Япония (Токио): Suica — оплата проезда на общественном транспорте (электричках, метро, автобусах).
- Малайзия (Куала-Лумпур): MEPS Cash — позволяет оплачивать продукты и проезд по шоссейным дорогам.
- Малави (Африка): Smartcash и Sparrow — функционируют только в национальной валюте, но имеют много функций. В частности, на них выплачивают зарплаты и премии госслужащим, а сами носители имеют биометрические идентификаторы.
- Гана (Африка): Sika, Mondex — принимается к оплате в торговых точках, на бензозаправочных станциях, в гостиницах. Она используется для оплаты покупок или снятия наличных денег.
- Бразилия: Visa Cash — работает в торгово-сервисных учреждениях, которые принимают обычные карты Visa.
- Мексика: Proton, Inbursa — позволяют оплачивать услуги супермаркетов и магазинов розничной торговли, бензоколонок и провайдеров транспортных услуг.
- Боливия: PRODEM — в начале 2000-х годов фонд с отделениями преимущественно в сельских районах начал пилотный проект — карту с хранимой стоимостью, которая может пополняться с текущих счетов клиентов, открытых в фонде. В качестве средства идентификации используются также отпечатки пальцев.
- Турция (Стамбул): Истамбул карт / Istanbulkart — оплата проезда в общественном транспорте.